# Autoroute M4 (Hongrie)
Pour les articles homonymes, voir M4 et Autoroute de l’Est.
Une fois achevée, l'autoroute M4 reliera Budapest à la frontière hongro-roumaine, desservant notamment les villes de Cegléd, Abony, Szolnok, Püspökladány et Berettyóújfalu. La portion ouest est essentiellement aménagée en voie rapide, tandis que les sections à l'est du pays sont de type autoroutier. L'autoroute M4 fait partie des routes européennes E 60 et E 79.    
L’extrémité ouest de l'autoroute se situe à 20 km du centre de Budapest, au niveau de l’aéroport de Budapest.    
L'extrémité est de l'autoroute se trouve au poste-frontière flambant neuf de Nagykereki/Borș, inauguré en 2020. Au passage de la frontière hongro-roumaine, l'autoroute M4 est prolongée par un premier tronçon de l'autoroute roumaine A3, laquelle reliera un jour Oradea à Cluj et Târgu Mureș.    
Après l'inauguration, début 2022, du tronçon Abony Est - Törökszentmiklós Ouest, qui contourne l'agglomération de Szolnok par le nord et traverse la Tisza sur un nouveau pont, l'autoroute M4 permettra de parcourir 117 km en 2x2 voies entre la capitale et le comitat du Jász-Nagykun-Szolnok, créant ainsi un nouvel accès rapide à la région de la Grande Plaine septentrionale. L'achèvement de l'autoroute nécessitera encore la réalisation de deux sections, à savoir Törökszentmiklós - Püspökladány (65 km) et Püspökladány - Berettyóújfalu (29,5 km).     

## Son parcours
| Section                                           | Longueur | Début des travaux | Mise en service | Remarque                        |
| ------------------------------------------------- | -------- | ----------------- | --------------- | ------------------------------- |
| Vecsés − Üllő                                     | 8,0 km   | 2003              | 2005            |                                 |
| Üllő − Albertirsa                                 | 26,0 km  | 28.04.2017        | 2020            |                                 |
| Albertirsa − Cegléd                               | 14,0 km  | 28.04.2017        | 2019            |                                 |
| Cegléd − Abony kelet                              | 19,0 km  | 19.03.2018        | 2020            |                                 |
| Abony kelet − Törökszentmiklós nyugat             | 28,0 km  | 2019              | 2022            |                                 |
| Törökszentmiklós nyugat - Kisújszállás nyugat     | 26,0 km  | n.d.              | n.d.            |                                 |
| Contournement de Kisújszállás                     | 11,0 km  | n.d.              | n.d.            | 2x1 voie mis en service en 2011 |
| Kisújszállás kelet - Püspökladány                 | 28,0 km  | n.d.              | n.d.            |                                 |
| Püspökladány - Berettyóújfalu M4/M35              | 29,5 km  | n.d.              | n.d.            |                                 |
| Berettyóújfalu M4/M35 - Berettyóújfalu 47-es főút | 5,0 km   | 25.02.2017        | 2018            |                                 |
| Berettyóújfalu 47-es főút – Nagykereki            | 26,5 km  | 11.07.2017        | 2020            |                                 |